# Stenelmis canaliculata
Stenelmis canaliculata is een keversoort uit de familie beekkevers (Elmidae). De wetenschappelijke naam van de soort werd in 1808 gepubliceerd door Leonard Gyllenhaal.